# Narathura jona
Narathura jona är en fjärilsart som beskrevs av Evans 1957. Narathura jona ingår i släktet Narathura och familjen juvelvingar. Inga underarter finns listade i Catalogue of Life.